# فيكتور ألين بولدن
فيكتور ألين بولدن (بالإنجليزية: Victor Allen Bolden)‏ هو محامي وقاضي أمريكي، ولد في 6 مايو 1965 في نيويورك في الولايات المتحدة.